# Serie A-1 (pallamano maschile)
La Serie A1 maschile è stata la seconda divisione del Campionato italiano di pallamano maschile.

Istituito dalla stagione 1986-1987 grazie allo sdoppiamento della serie A, è stato il massimo campionato italiano fino alla stagione 2004-2005.

Con la creazione della Serie A Élite è scalato a campionato di secondo livello.

Dalla stagione 2012-2013 il torneo è stato unificato con la Serie A Élite andando formare la Serie A - 1ª Divisione Nazionale.